# Albino Morales
Albino Morales (* 30. Mai 1940 in Mexiko-Stadt; † 11. März 2020 ebenda) war ein mexikanischer Fußballspieler, der sowohl im Mittelfeld als auch im Angriff agierte. Er ist der einzige Mexikaner, der zweimal an einem olympischen Fußballturnier (1964 und 1968) teilgenommen hat. Nach seiner aktiven Laufbahn begann Morales eine Tätigkeit als Journalist und Kommentator.

## Leben
In elf seiner insgesamt 13 Jahre als Profifußballspieler stand Morales bei Deportivo Toluca unter Vertrag. In den Spielzeiten 1966/67 und 1967/68 gewann er mit den Diablos Rojos zweimal in Folge die mexikanische Meisterschaft. Außerdem stand er anderthalb Jahre beim Club América und gleich im Anschluss für ein halbes Jahr bei dessen Erzrivalen Chivas Guadalajara unter Vertrag.
Zwischen 1963 und 1969 bestritt Morales 21 Länderspieleinsätze für El Tri, in denen er zwei Tore (beide beim 8:0-Sieg gegen Jamaika am 28. März 1963) erzielte.

## Erfolge
- Mexikanischer Meister: 1967 und 1968
- Mexikanischer Supercup: 1967 und 1968
- CONCACAF Champions‘ Cup: 1968